# Mina d'aigua
|  | No s'ha de confondre amb Aigua de mina. |

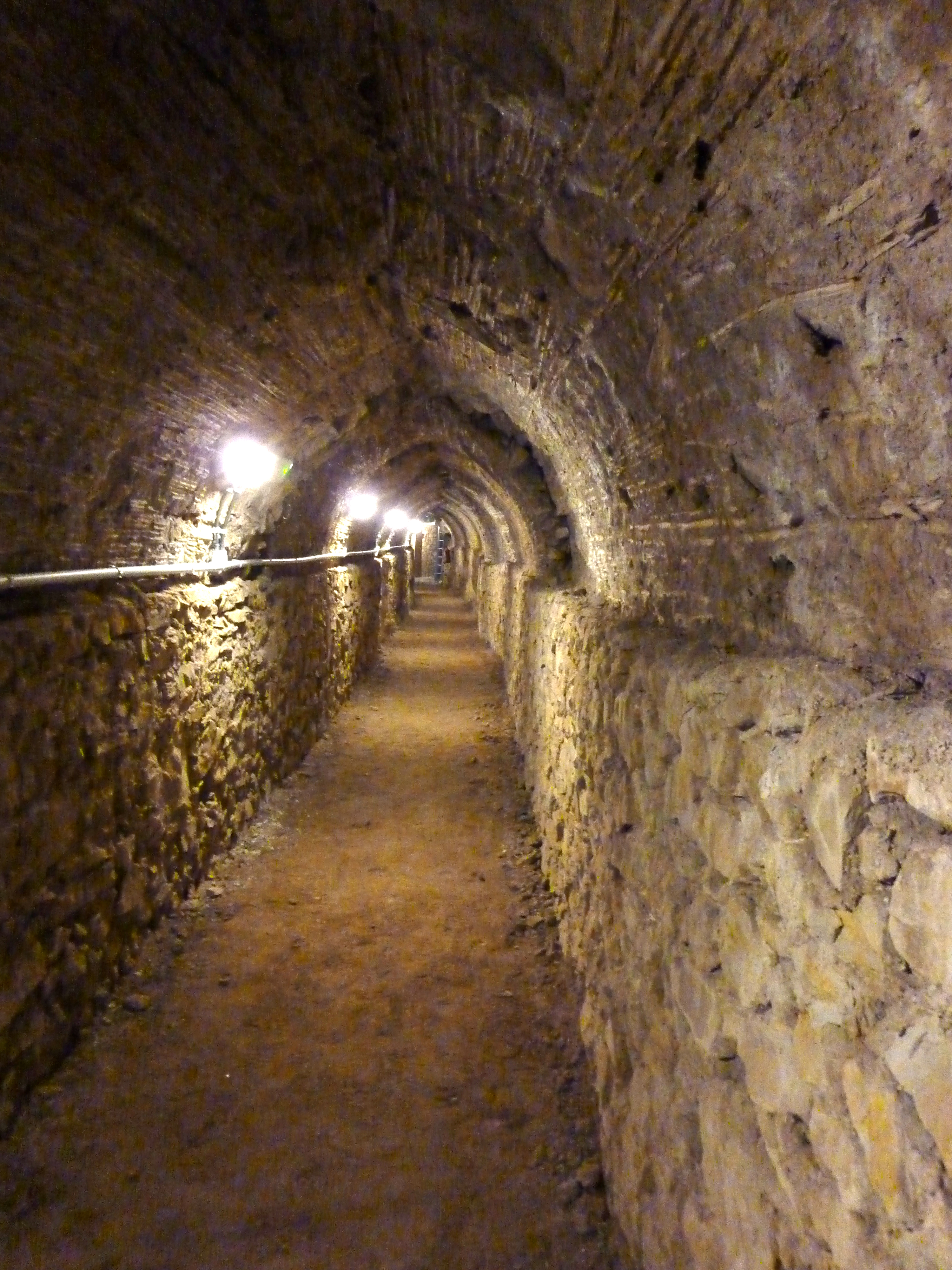
Mina d'aigua de Torroella

Una mina d'aigua o font de mina és el nom que reben als Països Catalans, unes galeries d'aigua, típiques d'aquestes contrades, utilitzades com conducció subterrània o semi-subterrània per abastar d'aigua als nuclis de població, que han tingut un especial desenvolupament fins al segle xix, en algunes poblacions des de l'època romana i en altres a partir de l'ocupació musulmana de la península. És un sistema de captació d'aigües subterrànies per al reg agrícola o ús domèstic i industrial que consisteix en una galeria horitzontal de captació d'aigua subterrània, connectada en alguns casos, amb la superfície mitjançant un seguit de pous de ventilació, que s'han fet servir durant la construcció. La galeria busca l'aigua de la capa freàtica i la canalitza per a aprofitar-ne fins a un dipòsit (o bassa) a la sortida des d'on és distribuïda als consumidors.
La font de mina és una galeria paredada, excavada per arribar a la capa freàtica i donar sortida a l'aigua per gravetat. Serveix per a obtenir aigua per al reg i el consum humà i del bestiar. Les fonts són a les planes, vora els torrents o integrades dins les marjades. Algunes mines són excavades en el terreny i altres aprofiten una paret del llit d'un torrent com a mur lateral.

## Història

Possible difusió geogràfica de la tecnologia de les mines d'aigua.

Segons moltes fonts, la tecnologia de les mines d'aigua va ser desenvolupada, en algun moment del segle x aC, a l'antic Imperi persa pels elamites o bé a Armènia. Des d'allà, es va estendre lentament cap a l'oest i cap a l'est. També s'ha proposat un origen a la península d'Oman i al nord-est de l'altiplà de l'Iran, on s'han conservat actius, alguns kariz de més de cent quilòmetres de longitud i una profunditat que de vegades arriba als trenta metres.
L'origen podria raure en el cultiu d'una espècie de cotoner, el Gossypium arboreum, que és autòctona del sud d'Àsia i es cultiva al subcontinent indi des de fa segles. Aquesta espècie ja es descrivia en la Investigació sobre les plantes de Teofrast i s'esmenta a les Lleis de Manu. A mesura que les xarxes comercials transregionals es van expandir, el cultiu d'aquesta planta es va intensificar i es va estendre des de la seva terra natal cap altres terres com l'Índia i l'Orient Mitjà. Hi ha una teoria sobre el fet que la mina d'aigua es va desenvolupar per irrigar els camps de cultiu d'aquesta planta, primer a Pèrsia, on es va duplicar la quantitat d'aigua disponible per al reg i l'ús urbà. Per aquesta raó, Pèrsia va gaudir de més excedents de productes agrícoles, i va augmentar així la urbanització i l'estratificació social. Posteriorment, la tecnologia de la mina d'aigua es va estendre des de Pèrsia cap a l'oest i cap a l'est.
Aparentment hi ha una contradicció entre aquesta teoria i la legislació documentada. Aquesta només apareix el segle onze.

### Altres desenvolupaments
A part de tot el que s'ha esmentat més amunt, es van desenvolupar sistemes anàlegs de manera independent, entre altres llocs: a la Xina (kanjering), a l'Imperi Romà (cuniculi) i a Amèrica del Sud, específicament el puquio, al sud del Perú. De fet enmig de l'extremadament àrid desert costaner del Perú es va desenvolupar una tecnologia de subministrament d'aigua similar a la de les mines d'aigua del vell món, anomenada puquio. La majoria dels arqueòlegs creuen que els puquios són indígenes i daten al voltant de l'any 500 dC. C. Els puquios encara estan en ús a la regió de Nazca al segle XXI, de la mateixa manera que ho estan les mines als Països Catalans.

## Cuniculiromà

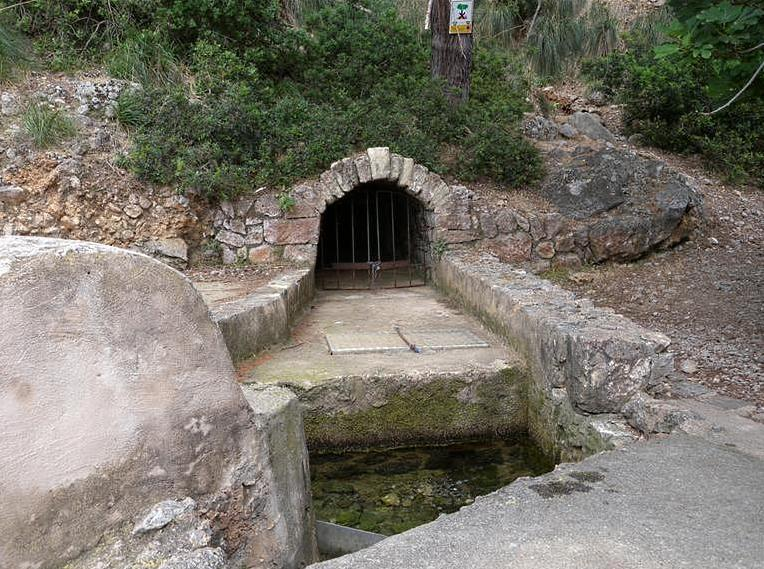
Un mina d'aigua que emergeix a la font de Verger, a sa Costera, Escorca, Mallorca.

A la conca mediterrània, ja al segle VI a. C.,els etruscs van construir uns túnels de subministrament d'aigua anomenats cuniculi al nord-est de Roma, per poder transportar aigua des de fonts i muntanyes distants cap a zones àrides i les seves ciutats. A l'Àsia Menor, el túnel d'Ezequies de 533 metres de llargada construït a finals del segle VIII a.C. i principis del VII a.C., portava aigua de la deu de Gihon a la ciutat de Jerusalem i es va construir mentre la ciutat es preparava per poder aguantar un setge imminent per part dels assiris.
Els romans també van adoptar la tècnica dels cuniculi entre altres tècniques constructives dels etruscs, que com s'ha dit abans, havien desenvolupat aquesta tècnica al segle VI a. C. Van utilitzar la tècnica dels cuniculi per construir una gran quantitat d'aqüeductes subterranis als territoris que controlaven a Europa (incloent Hispania), al nord d'Àfrica i a l'Àsia Menor. Van fer aqüeductes subterranis per poder transportar aigua, desviar rius, drenar llacs per al reg de terres agrícoles i per als seus projectes de carreteres i operacions mineres. Un cas concret va ser l'obra de drenatge del llac Fucine (Lacus Fucinus), amb un túnel, d'uns 122 metres de profunditat connectat amb uns pous (anomenats puteus o lumen ), la construcció del qual va durar uns 11 anys, emprant uns 30.000 treballadors.
Cal tenir present el Túnel d'Eupalí amb l'aqueducte incorporat (c550aC).

## Origen de l'aigua
Tota aigua que entra a la mina s'origina per les precipitacions atmosfèriques, però tanmateix, es fa una diferència entre aigua de superfície i aigua del mantell freàtic. L'aigua de superfície entra a la mina a través d'obertures a la superfície de la terra. Durant fortes pluges, l'aigua es filtra al terra i forma les aigües subterrànies quan arriba a les capes de roca impermeable. En canvi l'aigua del mantell freàtic pot tenir el seu origen, muntanyes amunt, a quilòmetres de distància.
A la península Ibèrica hi ha molts exemples espargits arreu del territori, especialment al sud-est peninsular i a Canàries, com en el municipi alacantí de Crevillent o en el murcià de Puerto Lumbreras. Les nombroses mines d'aigua de Riudoms també en són un exemple representatiu. També s'han trobat vestigis de mines d'aigua a Fuentelapeña a Zamora, a Madrid i a l'illa de Mallorca. En època romana es van construir moltes mines d'aigua i fins i tot n'hi ha que abasteixen els aqüeductes de Roma en l'actualitat.

## Construcció de les mines

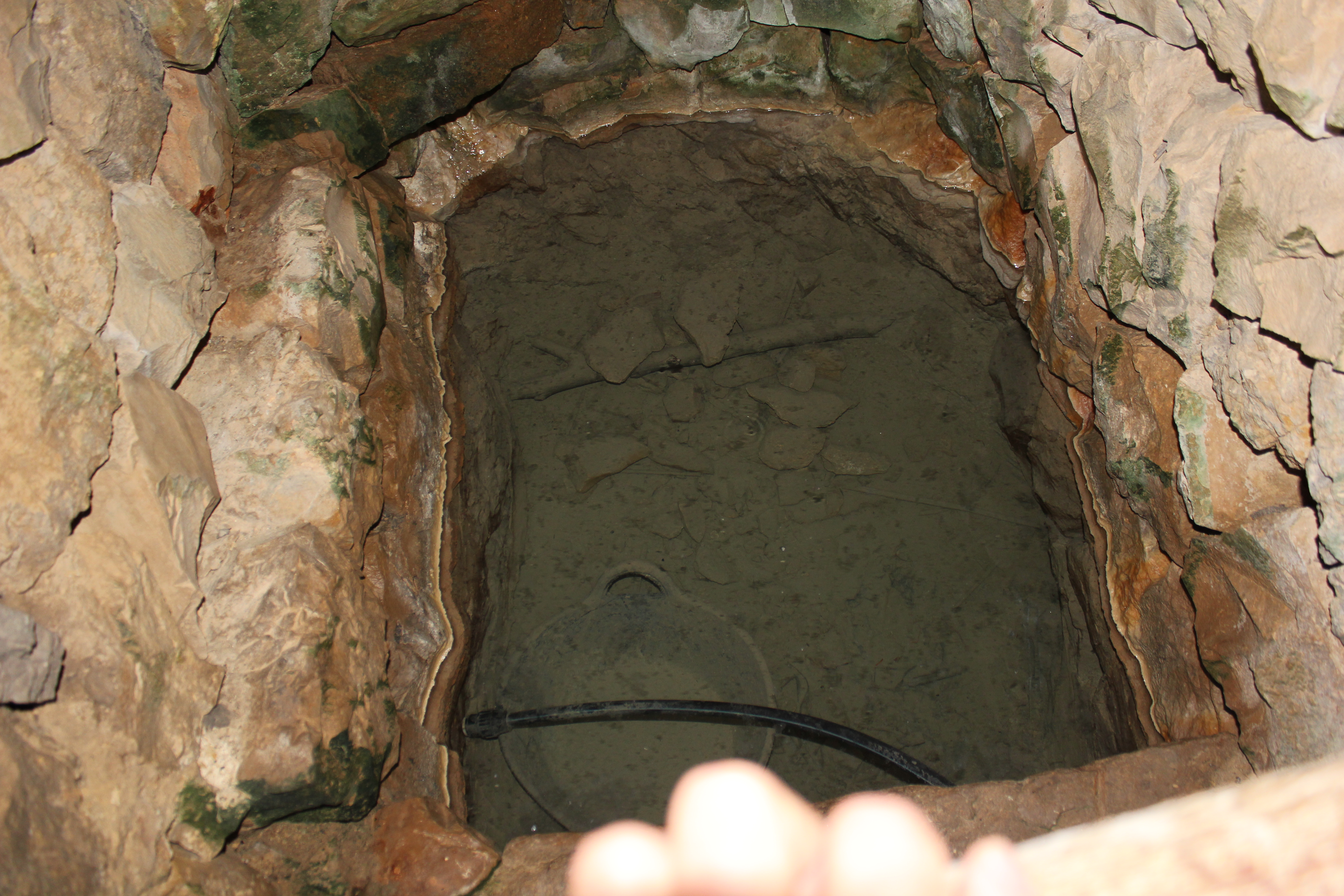
Pou de mina a la Trapa (Andratx, Mallorca).

L'accés a la mina es fa per una única obertura transitable. Quan la mina és de molta llargària, hi ha pous que deixen passar l'aire i permeten entrar-hi o treure'n materials. En algun cas, en aquest accés complementari hi ha escales de barrots en una estructura de pedra seca. També s'hi poden incloure altres tipus d'escales per a accedir al portal de la mina, formes d'acumulació de l'aigua fora de la mina, síquies de conducció de l'aigua fora de la galeria per dur-la cap als aljubs o safareigs.
Les formes mes habituals de cobrir la mina són la coberta formada per lloses o les fetes amb pedres col·locades formant majoritàriament voltes de canó o de mig punt. Per conduir l'aigua s'empren canaletes de teula o síquies de pedra situades arran d'una de les parets o enmig de la mina.
Solen estar revestides amb pedra o maons i el sostre, com s'ha dit abans, pot estar fet amb voltes o amb lloses planes. Els encarregats de la construcció i manteniment de les mines s'anomenen minaires o minadors. Tradicionalment l'ofici de minaire ha estat un ofici familiar, que s'ha passat de pares a fills constituint veritables nissagues de minaires.

### Els saurins
Per a iniciar la construcció d'una mina, en primer lloc calia localitzar la veta d'aigua subterrània, o mantell freàtic, que es volia explotar. Per a fer-ho hi havia unes persones que, per mitjà de pèndols o varetes, s'atribuïen la capacitat de sentir el pas de les aigües sota terra. Aquestes persones, capaces de localitzar bosses subterrànies d'aigua, s'anomenaven saurins. No s'ha pogut demostrar científicament que les capacitats sensorials d'aquestes persones fossin reals però si que és cert que tothom els demanava, en alguns casos pagant una quantitat de diners i en d'altres casos de franc, sempre que es volia fer un pou nou o una mina.

### Els pous de prova
Un cop el saurí havia marcat la zona on creia que es trobaria aigua acceptable o suficient es perforaven els pous de prova. Es feien un parell de pous en la zona que es creia que hi havia la veta d'aigua per tal de comprovar si aquesta veta era suficientment bona com per a ser explotada amb garanties. Es volia assegurar que hi havia prou cabal d'aigua subterrània explotable que justifiques la construcció d'una mina. Fer una mina era una despesa molt important i abans de començar les obres calia assegurar-se que hi hauria un bon cabal d'aigua.
Aquests primers pous, on brollava l'aigua de la capa freàtica, eren anomenats naixements o caps de mina, ja que estaven situats al final de la galeria de minat i esdevenien, un cop construïda la galeria, els principals punts de captació de l'aigua subterrània. Les mines podien ser ampliades amb nous treballs de minat i llavors es podien localitzar nous naixements i nous caps de mina.

### Els drets de minar
Si es considerava que la capa freàtica localitzada era apropiada per a la construcció de la mina llavors calia demanar els permisos per a fer-la. Per a explotar les aigües subterrànies, que s'havien localitzat en una finca, calia comprar els drets de minar al propietari d'aquells terrenys i també calia comprar els drets de pas de les galeries de minat per totes les finques que fos necessari. Els drets de minar i de pas algunes vegades es pagaven amb parts de l'aigua que es trobaria al fer la mina i d'altres vegades amb diners.

### Els pous de registre

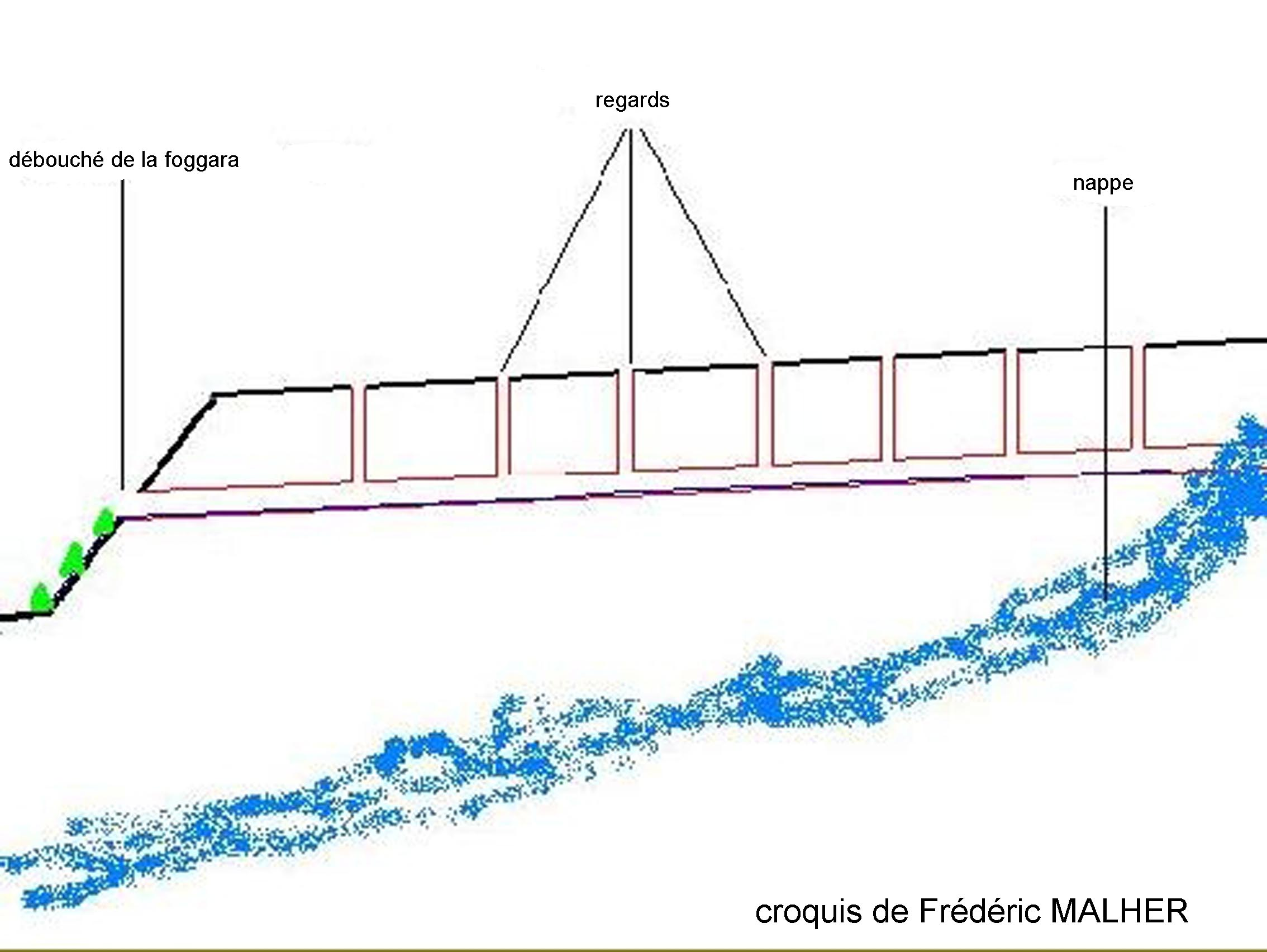
Pous de registre.

Un cop es disposava dels permisos ja es podien iniciar els treballs. La mina es construïa per trams anomenats colls de mina. El coll de mina és el tram de galeria comprès entre dos pous de registre. Els minaires iniciaven l'excavació de la mina en el punt més baix, on havia de sortir a la superfície l'aigua trobada a més alçada. Des d'aquest punt més baix, anomenat boca de mina, els minaires anaven excavant la galeria direcció als naixements. Si la galeria a excavar era llarga llavors calia fer pous intermedis anomenats pous de registre. Els pous de registre servien per a tenir ventilació dins la galeria i poder anar extraient la sorra de l'excavació i poder baixar els materials necessaris per a revestir la galeria de minat. Així el minaire anava fent trams, o colls de mina, tot avançant cap a la capa freàtica, que s'havia localitzat amb els pous de prova, unint els diferents pous de registre per sota terra.
No tots els pous de registre es mantenien oberts un cop finalitzada l'excavació de la mina. La majoria es tapaven per evitar la caiguda d'animals o materials que poguessin embrutar l'aigua o per seguretat de les persones. Si que en deixaven alguns amb portella per tal de poder accedir a la mina i fer els treballs de manteniment.

### La galeria de mina

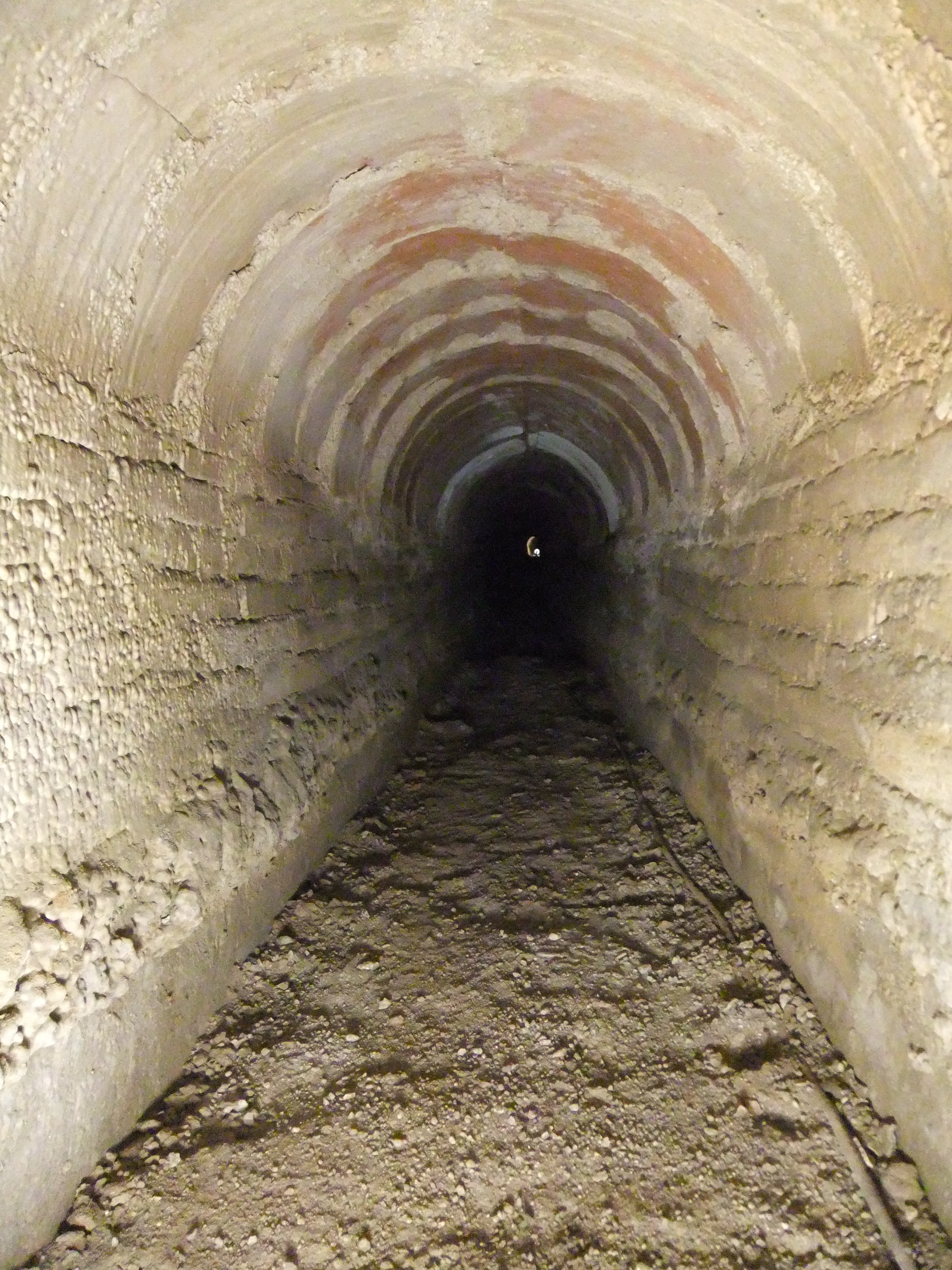
Coll de mina

El minaire sempre anava al davant picant la terra amb el picot i fent camí, els aprenents al darrere anaven omplint els cabassos de sorra i els anaven portant cap als pous de registre i cap a l'exterior. Els aprenents baixaven dins la mina tots els maons i les corbes per tal que el minaire pogués anar revestint el túnel de la mina per evitar els ensorraments. Era una feina complicada, anar foradant i revestint, treballant amb l'única claror del llum d'oli.
Els minaires anaven perforant fins que aconsegueixen punxar la veta d'aigua subterrània i arribar als pous de prova, als naixements. Un cop trobaven la veta d'aigua l'anaven resseguint per sota terra per tal que l'aigua subterrània anés entrant dins de la mina. La connexió amb els naixements era l'últim que es practicava, ja que un cop l'aigua començava a circular per dins la mina resultava més incòmode treballar-hi. Els trams de mina en què aquesta travessa l'aqüífer són els colls de mina filtrants que per tal de facilitar l'entrada d'aigua es revesteixen en sec, amb els maons i corbes sense ser lligats amb morter. Al no fer servir ciment l'aigua pot entrar entre els maons; les parets i sostre de la mina es converteixen en un colador que deixa passar l'aigua però reté la sorra.

### Morfologia de les galeries

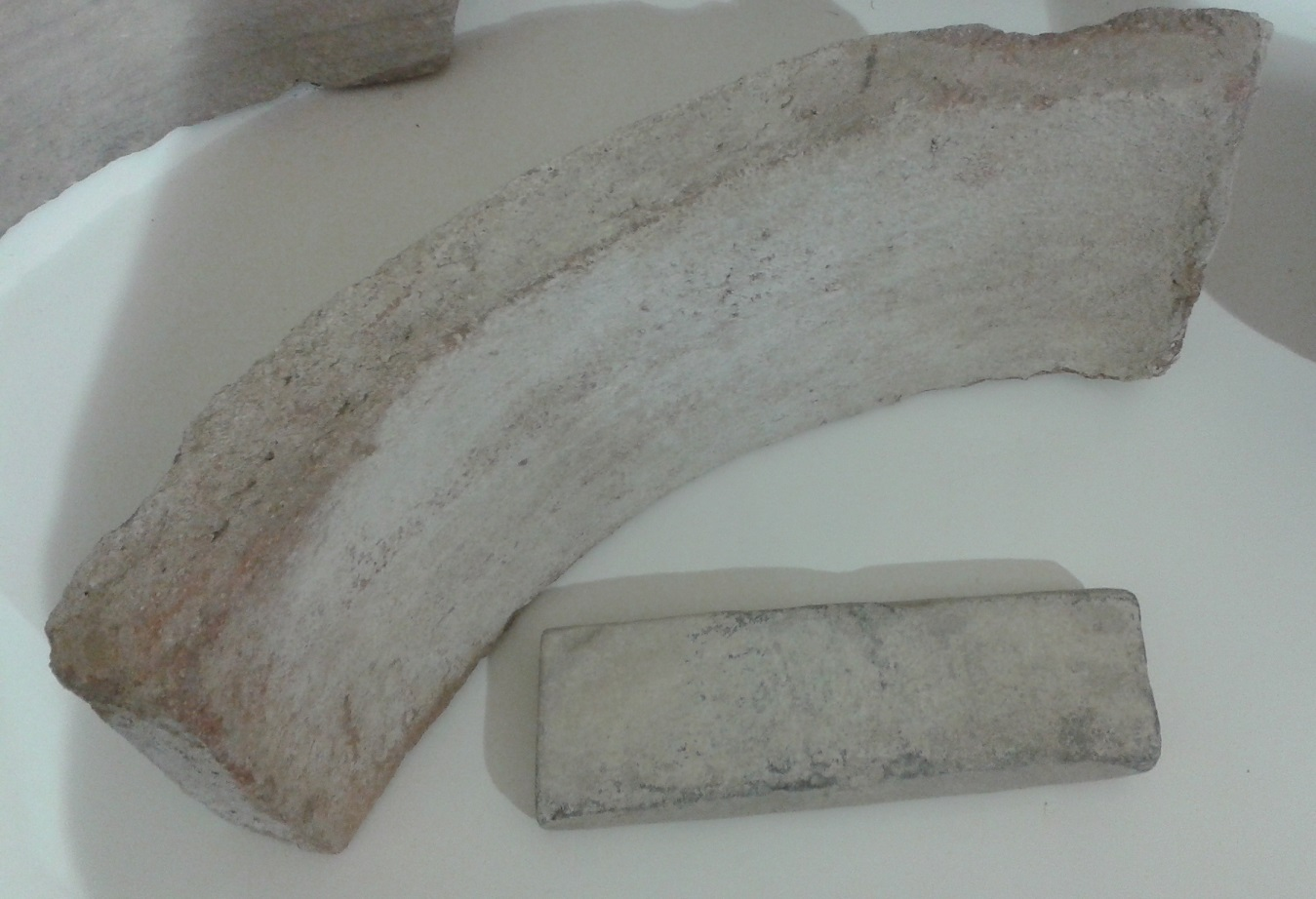
Corba i pitxolí

Les galeries de les mines d'aigua tenen un perfil antropomòrfic. Amb unes mides que oscil·len entre els 60 i els 80 centímetres d'ample i una alçada entre 150 i 180 centímetres, encara que hi ha mines amb una alçada molt més baixa. Són per tant espais de reduïdes dimensions. Això era degut a la necessitat d'estalvi; com més gran és el pas de la galeria més jornals d'excavació es necessiten i més material de revestiment calia. Afegir una sola filada més de maons a cada paret, per a fer la mina més alta, representa una gran quantitat de maons al llarg de tota la galeria.
Els maons massissos utilitzats en les mines són anomenats pitxolins i són més estrets que els maons normals. El sostre es feia apuntant dos peces de ceràmica anomenades corbes, que tenen la forma d'un quart de circumferència, aquest sostre de volta era conegut com el paladar de la mina.
No tots els trams de galeria es revestien amb obra, si el terreny era prou resistent es deixava la terra vista. Així mateix no totes les mines tenen una canal a la base per a recollir l'aigua. Hi ha mines on l'aigua circula per una canal, d'altres ho fa amb una canonada i d'altres no tenen cap sistema de recollida: l'aigua hi circula a l'estesa. Aquestes últimes normalment no tenen canal perquè porten molta aigua que inunda tota la base de la galeria de minat.

### El repartiment de l'aigua
Si la mina era d'un sol propietari aquest disposava de l'aigua segons li convingués: enviant-la a una bassa per al reg, o per a moure un molí, o per a l'ús de boca. Però si en la construcció hi havien intervingut diverses persones, aportant capital o drets de minar, llavors l'aigua es repartia entre els interessats.
El repartiment de l'aigua es feia mitjançant caixes de plom on s'hi practicaven diversos forats per a fer les parts d'aigua que corresponien a cadascú. Aquestes caixes s'anomenaven repartidors i estaven situades en unes torretes d'obra anomenades torres d'aigua o pilars repartidors. Les parts es feien amb una mesura de cabal que s'anomenava ploma i que era establerta per les autoritats municipals.